# Calochrysa extranea
Calochrysa extranea är en insektsart som först beskrevs av Peter Esben-Petersen 1917.
Calochrysa extranea ingår i släktet Calochrysa och familjen guldögonsländor. Inga underarter finns listade i Catalogue of Life.

## Bildgalleri

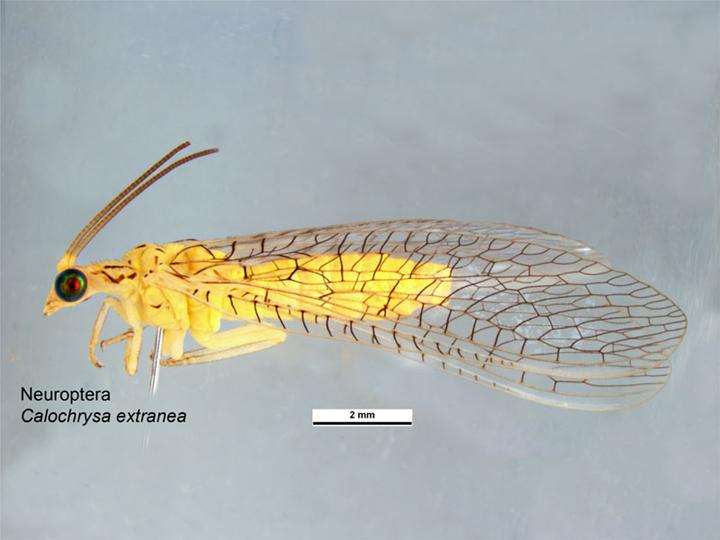